# Fort Wayne
Fort Wayne ist die zweitgrößte Stadt im US-Bundesstaat Indiana und Sitz der Countyverwaltung (County Seat) des Allen Countys. Das U.S. Census Bureau hat bei der Volkszählung 2020 eine Einwohnerzahl von 263.886 ermittelt.

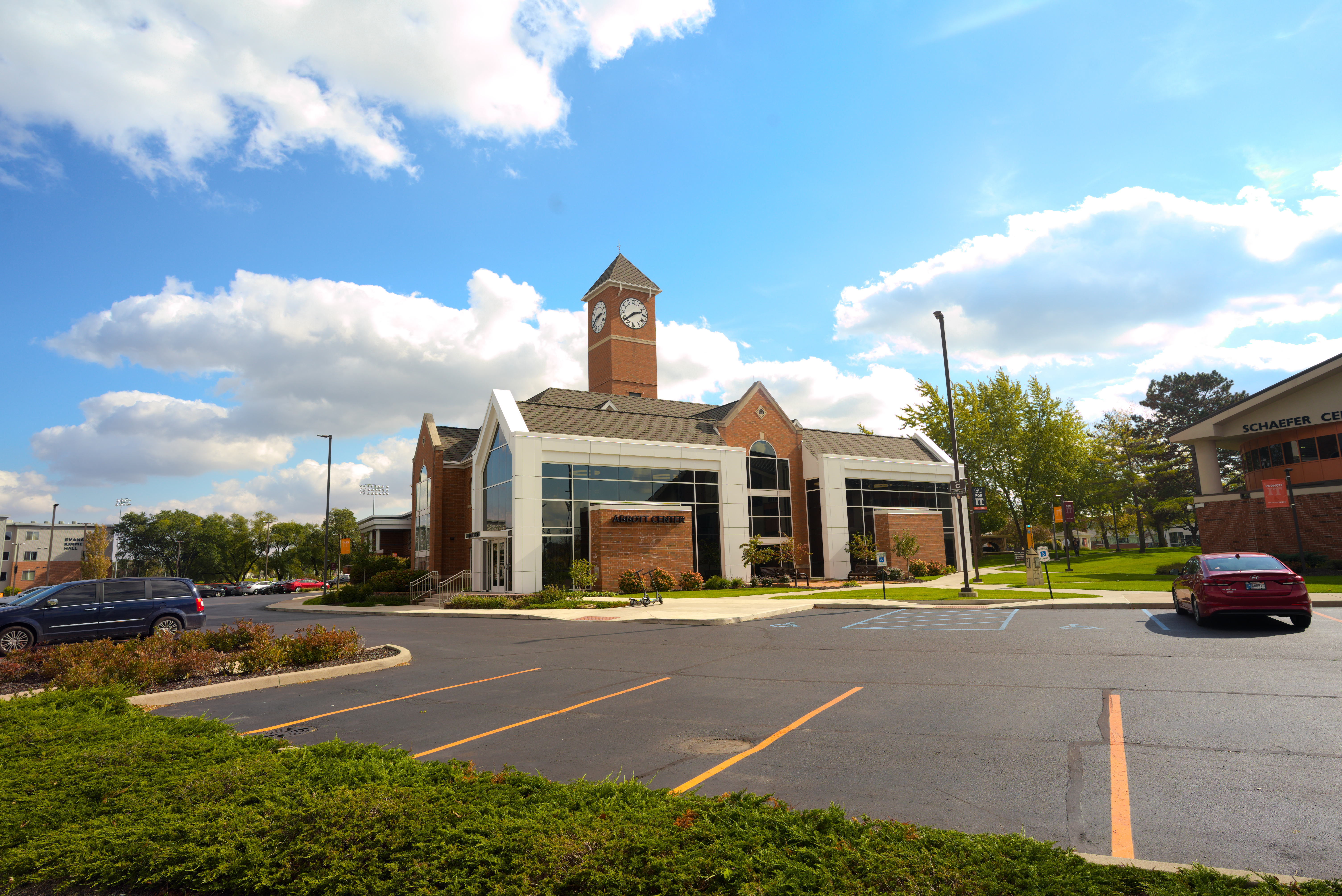
Das Abbot Center des Indiana Institute of Technology

Wirtschaftlich ein Industriezentrum ist die Stadt zugleich auch Sitz der Indiana University Fort Wayne, des Indiana Institute of Technology und des Bistums Fort Wayne-South Bend.

## Geschichte
Fort Wayne wurde 1794 an Stelle der Siedlung Kekionga erbaut, wo die Miami-Indianer ihren Hauptsitz hatten.
Im Jahr 1832 wurde mit dem Bau eines Kanals, der Eriesee und Wabash River verbinden sollte, begonnen. Um deutsche und irische Immigranten als Arbeiter für dieses Projekt in die Gegend zu locken, wurden Landparzellen zu sehr niedrigen Preisen vergeben. Dieser Anreiz brachte nicht nur die nötigen Arbeitskräfte nach Fort Wayne, sondern auch Probleme, als sich die irischen Katholiken und deutschen Lutheraner stritten. Trotzdem konnte der Kanal 1843 eingeweiht werden.
Wegen der Immigration der Bauarbeiter wuchs die Anzahl der Einwohner stark und viele Kirchen wurden gebaut. Heute gibt es über 200 Kirchen verschiedener Konfessionen in der Stadt.

### Wynekens Notruf
Viele der deutschen Einwanderer waren Lutheraner. Zu dieser Zeit gab es nur wenige lutherische Pfarrer in den USA und gerade einen in Indiana, Jesse Hoover. 1838 kam Pfarrer Friedrich Conrad Dietrich Wyneken in Fort Wayne an und entdeckte, dass Pfarrer Hoover einige Tage zuvor gestorben war. Entsetzt über die kirchliche Lage der Lutheraner in Fort Wayne reiste Wyneken nach Deutschland, um Hilfe zu suchen. Er schrieb The Distress of the German Lutherans in North America – Die Notlage der deutschen Lutheraner in Nordamerika (in Deutschland als Notruf bekannt).
Wynekens Notruf folgend, emigrierten viele deutsche lutherische Pfarrer, insbesondere nach der Märzrevolution von 1848/49, nach Fort Wayne. Hierzu gehört unter anderem Wilhelm Sihler.  Die Lutheran Church – Missouri Synod wurde 1847 in Chicago gegründet und das erste Predigerseminar (Concordia Theological Seminary) in Fort Wayne angesiedelt. Dieses existiert heute noch und ist als ein sehr konservativer Bildungsort bekannt. Sihler wird heute teilweise als „Vater der Lutheraner in Nordamerika“ bezeichnet.

## Einwohnerentwicklung
| Jahr | Einwohner¹ |
| ---- | ---------- |
| 1980 | 172.196    |
| 1990 | 191.839    |
| 2000 | 220.483    |
| 2010 | 253.691    |
| 2020 | 263.886    |

¹ 1980 – 2020: Volkszählungsergebnisse

## Sehenswürdigkeiten
Recht bekannt ist der Zoo von Fort Wayne, der es 2004 immerhin unter die Top Ten einer vom „Child Magazine“ durchgeführten Umfrage schaffte.

## Sport
Folgende Mannschaften sind in Fort Wayne beheimatet:
- Die Fort Wayne Mad Ants spielen in der NBA G-League (ehemals NBA Development League) und sind seit 2015 das Farmteam für das NBA-Team der Indiana Pacers.[4]
- Die Fort Wayne Komets spielen seit 2012 Eishockey in der ECHL.
- Die Fort Wayne TinCaps spielen Minor League Baseball in der Midwest League
- Fort Wayne Fever spielen Frauenfußball in der W-League, der zweithöchsten Spielklasse im US-amerikanischen und kanadischen Frauenfußball. Zudem vertraten sie Fort Wayne bis 2009 im Amateurfußball in der USL Premier Development League.

## Partnerstädte
- Gera, Deutschland – seit 29. Juni 1992
- Płock, Polen – seit Oktober 1990
- Takaoka, Japan – seit 1976

## Söhne und Töchter der Stadt
- George Washington Whistler (1800–1849), Eisenbahningenieur
- Frank Bursley Taylor (1860–1938), Amateur-Geologe
- Alice Hamilton (1869–1970), Pathologin und Pionierin für Sozialreformen, sowie die erste Frau, die an der Harvard University lehrte
- Frederick William Sievers (1872–1966), Bildhauer
- John Francis Noll (1875–1956), Bischof von Fort Wayne
- Germany Schulz (1883–1951), American-Football-Spieler und -Trainer
- Paul W. Baade (1889–1959), Generalmajor der United States Army
- Chester Hamlin Werkman (1893–1962), Mikrobiologe
- Paul Frank Baer (1896–1930), Pilot
- Rudy Jackson (1901–1968), Jazzmusiker
- Homer Van Meter (1905–1934), Bankräuber
- Carole Lombard (1908–1942), Schauspielerin
- Holman Hamilton (1910–1980), Historiker
- Thomas Joseph Danehy (1914–1959), römisch-katholischer Ordensgeistlicher, Apostolischer Administrator von Pando
- Armin Henry Meyer (1914–2006), Diplomat, Botschafter der Vereinigten Staaten
- Marion Donovan (1917–1998), Architektin und Erfinderin der Einwegwindel
- Edward H. Kruse (1918–2000), Politiker
- Bill Blass (1922–2002), Modedesigner
- Harold Masursky (1922–1990), Geologe und Astronom
- Robert Kemp Adair (1924–2020), Physiker
- Dick York (1928–1992), Fernsehschauspieler
- John H. Holland (1929–2015), Informatiker und Hochschullehrer
- Dean Corll (1939–1973), Serienmörder
- Troy Shondell (1940–2016), Pop- und Countrysänger
- Bruce Nauman (* 1941), Künstler
- Jim O’Neal (* 1948), Bluesexperte, Autor, Musikproduzent und Labelbetreiber
- Daniel W. Armstrong (* 1949), Chemiker
- Shelley Long (* 1949), Schauspielerin
- Dee Bell (* 1950), Jazz-Sängerin
- Craig Strete (* 1950), indianischer Schriftsteller
- Mark Souder (1950–2022), Politiker
- Craig Morey (* 1952), Erotik-Fotograf
- Bill Moring (* 1958), Jazz-Bassist und Musikpädagoge
- Joan Nesbit (* 1962), Langstreckenläuferin
- Robert Rusler (* 1965), Schauspieler
- Rod Woodson (* 1965), American-Football-Spieler
- Eric Bruskotter (* 1966), Schauspieler
- Karl Bruskotter (* 1966), Schauspieler
- Lloy Ball (* 1972), Volleyballspieler
- Jenna Fischer (* 1974), Schauspielerin
- Jill Bennett (* 1975), Schauspielerin
- Angela Akers (* 1976), Beachvolleyballspielerin
- Brad Miller (* 1976), Basketballspieler der NBA
- Dale Purinton (* 1976), Eishockeyspieler und -trainer
- Ben Quayle (* 1976), Politiker
- Jamin Winans (* 1977), Regisseur, Drehbuchautor, Filmeditor und Komponist
- Brian Gratz (* 1981), Eishockeyspieler, -trainer und -funktionär
- DaMarcus Beasley (* 1982), Fußballspieler
- Miles Plumlee (* 1988), Basketballspieler
- Tyler Eifert (* 1990), Footballspieler
- Mason Plumlee (* 1990), Basketballspieler
- Alex Aleardi (* 1992), Eishockeyspieler
- Jaylon Smith (* 1995), American-Football-Spieler
- Drue Tranquill (* 1995), American-Football-Spieler
- Drake Batherson (* 1998), Eishockeyspieler
- Collin Schiffli (* 20. Jahrhundert), Filmemacher

## Deutsche in Fort Wayne
- Paul Helmke – ehemaliger Bürgermeister
- Harry M. Baals – ehemaliger Bürgermeister
- Kenneth Scheibenberger – Richter

## Klimatabelle
|                       | Jan  | Feb  | Mär  | Apr  | Mai  | Jun  | Jul  | Aug  | Sep  | Okt  | Nov  | Dez  |   |       |
| Mittl. Tagesmax. (°C) | −0,9 | 1,1  | 7,9  | 15,4 | 21,8 | 27,2 | 29,2 | 27,9 | 24,2 | 17,3 | 9,5  | 1,9  | ⌀ | 15,3  |
| Mittl. Tagesmin. (°C) | −9,3 | −7,9 | −1,8 | 3,6  | 9,5  | 15,2 | 17,3 | 16,1 | 12,3 | 5,8  | 0,8  | −5,8 | ⌀ | 4,7   |
|                       |      |      |      |      |      |      |      |      |      |      |      |      |   |       |
| Niederschlag (mm)     | 47,5 | 48,5 | 73,7 | 85,9 | 87,4 | 91,2 | 87,6 | 85,6 | 67,8 | 63,2 | 70,9 | 73,4 | Σ | 882,7 |
|                       |      |      |      |      |      |      |      |      |      |      |      |      |   |       |
| Regentage (d)         | 7,4  | 7,1  | 9,9  | 10,5 | 8,8  | 8,3  | 7,9  | 7,6  | 7,3  | 7,7  | 8,5  | 9,6  | Σ | 100,6 |

| −9,3 |

| −7,9 |

| −1,8 |

| 3,6 |

| 9,5 |

| 15,2 |

| 17,3 |

| 16,1 |

| 12,3 |

| 5,8 |

| 0,8 |

| −5,8 |

| −9,3 |

| −7,9 |

| −1,8 |

| 3,6 |

| 9,5 |

| 15,2 |

| 17,3 |

| 16,1 |

| 12,3 |

| 5,8 |

| 0,8 |

| −5,8 |

## Medien
- WBNI, Public Radio Station